# Ephesiella bipapillata
Ephesiella bipapillata är en ringmaskart som beskrevs av Kudenov 1987. Ephesiella bipapillata ingår i släktet Ephesiella och familjen Sphaerodoridae.
Artens utbredningsområde är Mexikanska golfen. Inga underarter finns listade i Catalogue of Life.